# Roques (Haute-Garonne)
Roques is een gemeente in het Franse departement Haute-Garonne (regio Occitanie). De plaats maakt deel uit van het arrondissement Muret. Roques telde op 1 januari 2022 5.295 inwoners.

## Geografie
De oppervlakte van Roques bedroeg op 1 januari 2022 9,3 vierkante kilometer; de bevolkingsdichtheid was toen 569,4 inwoners per km².

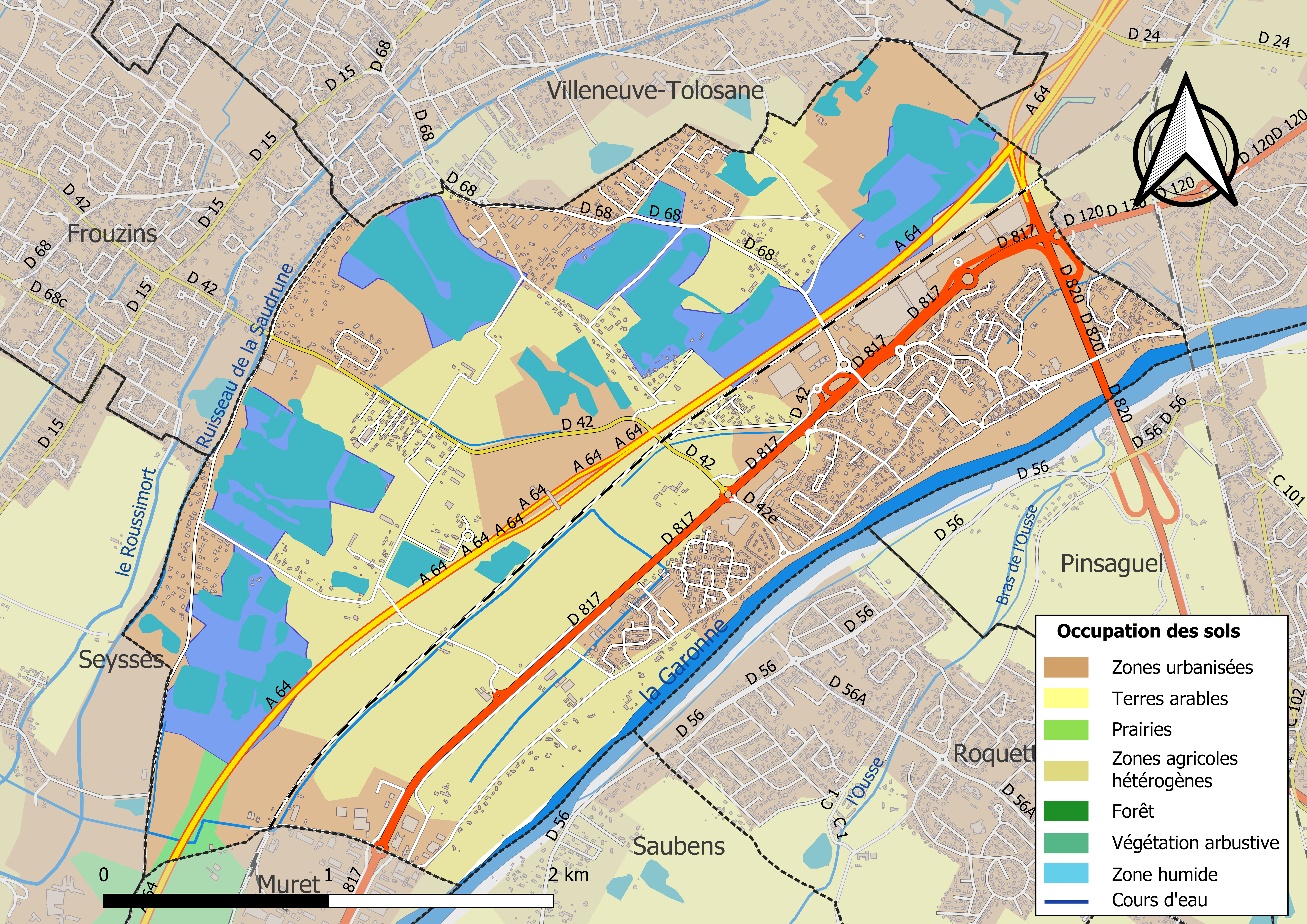
Kaart van de gemeente met belangrijkste infrastructuur, bodemgebruik en omliggende gemeenten

## Demografie
Onderstaande figuur toont het verloop van het inwonertal (bron: INSEE-tellingen).